# Dragan Đukanović
Dragan Đukanović (Servisch: Драган Ђукановић) (Nikšić, 29 oktober 1969) is een voormalig Servisch voetballer.

## Carrière
Dragan Đukanović speelde tussen 1989 en 1998 voor OFK Beograd, Örebro en Avispa Fukuoka.